# El Supermercado de las Sectas
El Supermercado de las Sectas es un libro escrito por Rius en el cual el autor plasma su punto de vista a cerca de las sectas (palabra cuyo significado es el mismo que se usa sarcásticamente para denominar a la Religión) nombrándolas y describiéndolas.
Como todos los libros de Rius está escrito de un modo sencillo y gracioso con la intención de enseñar y divertir.
Este libro está muy bien documentado e incluye fechas, nombres, características especiales y hechos históricos.
Critica fuertemente a las nuevas "Religiones" las cuales, opina, tienen como único interés convertirse en un gran negocio.